# Atos 6
Atos 6 é o sexto capítulo dos Atos dos Apóstolos, de autoria de Lucas, o Evangelista, no Novo Testamento da Bíblia. Ele relata a ordenação dos primeiros sete diáconos e o trabalho de um deles, Estêvão.

## Manuscritos
Atos 6 foi originalmente escrito em grego koiné e dividido em 15 versículos. Alguns dos manuscritos que contém este capítulo ou trechos dele são:
- Papiro 8 (século IV; apenas os versículos 1 a 6 e 8 a 15)
- Codex Vaticanus (325–350)
- Codex Sinaiticus (330–360)
- Codex Bezae (c. 400)
- Codex Alexandrinus (ca. 400–440)
- Codex Ephraemi Rescriptus (ca. 450, lacuna no versículo 8)
- Codex Laudianus (ca. 550)

## Estrutura
A Tradução Brasileira da Bíblia organiza este capítulo da seguinte maneira:
- Atos 6:1-6 - A instituição dos diáconos
- Atos 6:7 - Muitos sacerdotes creram
- Atos 6:8-15 - Estêvão perante o Sinédrio

## Temas Principais

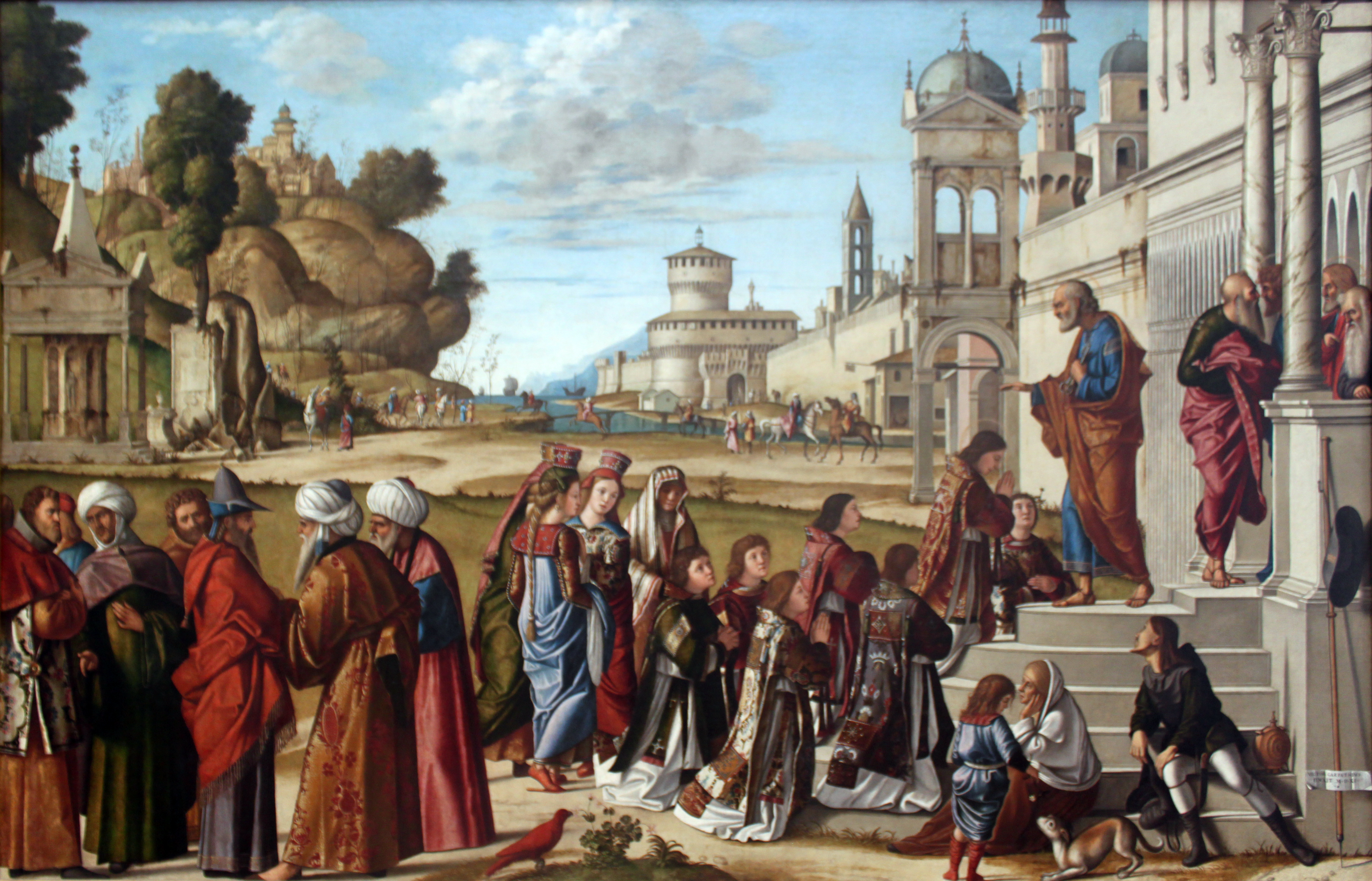
Ordenação dos Sete Diáconos, tema central de Atos 6.
1511. Por Vittore Carpaccio, atualmente na Gemäldegalerie, em Berlim.

### Sete Diáconos
Com apenas 15 versículos, Atos 6 está dividido em duas partes. Na primeira, os "Sete Diáconos" foram nomeados para ajudar os apóstolos na distribuição dos alimentos, aparentemente por conta de «uma murmuração dos helenistas contra os hebreus» (Atos 6:1), a primeira evidência do conflito entre os judeo-cristãos e os gentios que culminaria no Concílio de Jerusalém tempos depois (Atos 15). Foram escolhidos Estevão, Filipe, Prócoro, Nicanor, Timão, Parmenas e Nicolau.

### Estêvão
Em seguida, começa o relato da morte de Estêvão, o primeiro mártir cristão. Acusado de blasfemar «contra Moisés e contra Deus» (Atos 6:11), Estêvão foi levado preso ao Sinédrio e acusado falsamente pelos judeus: 
| “ | «Este homem não cessa de proferir palavras contra o lugar santo e contra a Lei; porque o temos ouvido dizer que esse Jesus, o Nazareno, há de destruir este lugar e há de mudar os costumes que Moisés nos deixou.» (Atos 6:13–14) | ” |

A história prossegue no capítulo seguinte.